# Echo (Minnesota)
Pour les articles homonymes, voir Écho.
La ville américaine de Echo est située dans le comté de Yellow Medicine, dans l’État du Minnesota. Lors du recensement de 2010, sa population s’élevait à 278 habitants.